# Гардермуэн

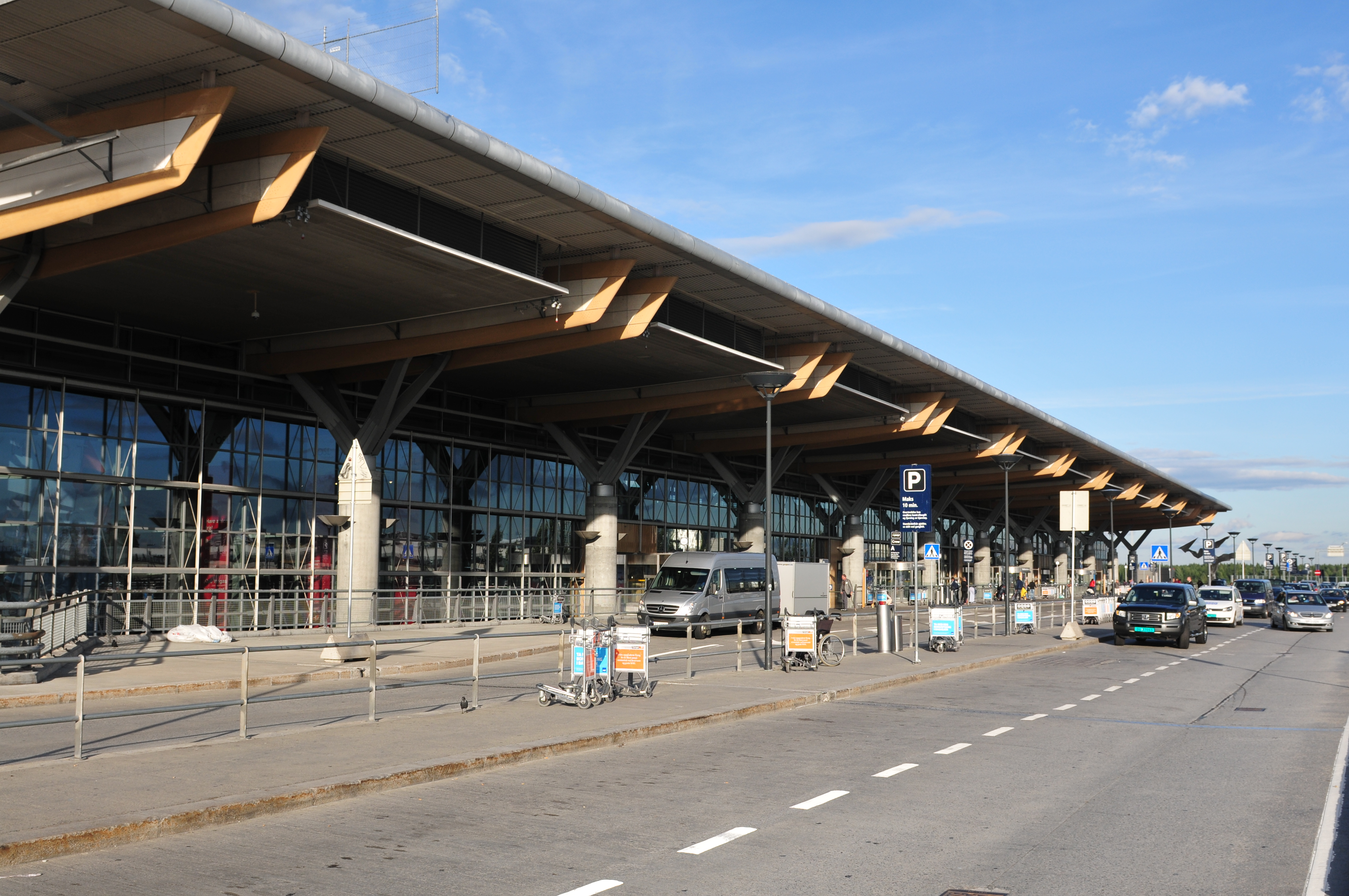
Здание терминала

Аэропорт Осло, Га́рдермуэн (норв. Oslo Lufthavn, Gardermoen) — крупнейший аэропорт Норвегии, главный аэропорт столицы Норвегии, расположенный в 48 км к северу от Осло, на границе между Наннестад и коммуной Улленсакер. Является хабом для авиакомпаний Scandinavian Airlines System и Norwegian Air Shuttle. В аэропорту имеется две параллельных взлётно-посадочных полосы.

## История
Аэропорт был открыт в 1998 году в связи с тем, что аэропорт Осло в Форнебу перестал справляться с объёмом пассажиров, при том что возможности для расширения в Форнебу были исчерпаны. Новый аэропорт изначально предлагалось разместить в муниципалитете Хурум к юго-западу от Осло, однако оказалось, что в Хуруме были бы постоянные проблемы с туманом. В результате аэропорт был построен в Гардермуэне. Эта местность использовалась как военный полигон уже в XVIII веке. С 1912 года поле Гардермуэн постоянно использовалось для взлёта и посадки самолетов, а во время Второй мировой войны здесь был устроен аэродром люфтваффе, которым после войны стали пользоваться ВВС Норвегии.

## Современное состояние
В настоящий момент в Гардермуэне действует один терминал с тремя пирсами, 2 из которых — International Pier и Domestic Pier — используются соответственно для международных и внутренних рейсов. Третий, двухуровневый пирс, возведение которого перпендикулярно имеющимся началось весной 2013 года и завершилось весной 2017 года, используется и для внутренних и для международных рейсов. В конце апреля 2017 года также было завершено расширение залов ожидания терминала, начатое летом 2012 года.
В 2007 году аэропортом Гардермуэн воспользовались свыше 19 млн пассажиров, что на 1,3 млн пассажиров больше, чем годом ранее. В 2018 году аэропорт обслужил 28,5 миллиона пассажиров и стал вторым по величине (после Каструпа) аэропортом Скандинавии и самым быстрорастущим из них.
Зона беспошлинной торговли в Гардермуэне является самой большой в Западной Европе (так как Норвегия не входит в ЕС, беспошлинная торговля осуществляется и при полёте в страны Европейского союза).
Аэропорт Гардермуэн связан регулярными рейсами с 25 аэропортами Норвегии (из них 16 обслуживаются реактивными самолётами), а также с городами Европы, Азии и Северной Америки. Маршруты Осло—Берген и Осло—Тронхейм входят в десятку самых загруженных в Европе.
Центр Осло связан с аэропортом автомагистралью E6, а также железной дорогой (специально к строительству аэропорта была построена ветка Гардермубанен и новый железнодорожный туннель Румерикспортен). Станция «Аэропорт Осло-Гардермуэн» обслуживается пригородными поездами на линии Осло—Эйдсволл и региональными поездами в Центральную Норвегию (в том числе в Лиллехаммер), а также специализированным высокоскоростным поездом Flytoget.

## Авиационные инциденты
25 февраля 2010 года самолёт Airbus A-320 авиакомпании «Аэрофлот», выполнявший рейс Осло—Москва (Шереметьево), произвёл взлёт с рулёжной дорожки, проходящей параллельно ВПП 01L. Самолет после этого продолжил полет и благополучно приземлился в Москве, никто не пострадал.
8 августа 2015 года перед вылетом из Осло на Крит пассажирского лайнера Boeing 737 латвийской авиакомпании Air Baltic норвежской полицией были задержаны четверо членов его экипажа — командир, второй пилот и две бортпроводницы. Задержанные находились в лёгкой и средней степени опьянения. На время расследования задержанные были помещены под стражу, чтобы гарантировать, что никто из них не покинет территорию страны. Второй пилот, концентрация алкоголя в организме которого была самой высокой — 1,35 промилле, был приговорен к шести месяцам заключения, две стюардессы — к 60 и 45 дням заключения, для капитана же судна прокурором было запрошено тюремное заключение сроком на один год.